# Prusinovice
Prusinovice (en allemand : Prusinowitz) est une commune du district de Kroměříž, dans la région de Zlín, en République tchèque. Sa population s'élevait à 1 181 habitants en 2025.

## Géographie
Prusinovice se trouve à 17 km au nord-est de Kroměříž, à 19 km au nord-nord-ouest de Zlín, à 75 km à l'est-nord-est de Brno et à 240 km au sud-est de Prague.
La commune est limitée par Líšná, Turovice, Dřevohostice et Lipová au nord, par Bystřice pod Hostýnem à l'est, par Jankovice, Holešov et Bořenovice au sud, et par Pacetluky et Kostelec u Holešova à l'ouest.

## Histoire
La première mention écrite de la localité date de 1349.

## Transports
Par la route, Prusinovice se trouve à 6 km de Holešov, à 21 km de Kroměříž, à 24 km de Zlín, à 83 km de Brno et à 289 km de Prague.